# ドニエプルの月夜
「ドニエプルの月夜（英：Moonlit Night on the Dnieper）」は、1880年にロシアの画家アルヒープ・クインジによって作成された油彩画。

## 説明
この絵は、満月の夜のドニエプル川のほとりを表している。地平線は大幅に低くなっているため、絵画の大部分が空で占められている。月明かりは川に反射されている。

## 歴史
クインジは1880年の夏から秋にかけて作品を制作した。制作を始めた頃、クインジは彼の作品を見たい人のために毎週日曜日に2時間スタジオを公開した。絵画を展覧会に出す前に、コンスタンチン・コンスタンティノヴィチ大公がこの絵を購入した。 イワン・ツルゲーネフ 、 ヤコフ・ポロンスキー、イワン・クラムスコイ、およびドミトリ・メンデレーエフといったクインジと手紙をやりとりしていた友人は、彼が絵を描いている間にスタジオを訪れ、作品を見ていた。。
完成後、絵画の展示は、サンクトペテルブルクの芸術奨励のための帝国協会(Imperial Society for the Encouragement of the Arts)ホールで行われた。クインジは絵画の照明に気を配り、「ドニエプルの月夜」では細心の注意を払った。壁に絵を置き、窓のカーテンを下げて外光を遮断し、絵の中心に人工光を当てて絵画の特徴を際立たせた。
「ドニエプルの月夜」はかなり小さくただの風景画であったが、この絵を見るために展示会の外には長い行列ができた7とされ、群衆事故を避けるために人数制限がかけられた。来場者は月明かりがとてもリアルに描かれていたため、ランプで後ろから絵が照らされていると思い込み、展示中に光源を見つけようとしていたという話も伝えられた。